# Ніппан Бат
Ніппан Бат (кхмер. និព្វានបាទ) — правитель земель Кхмерської імперії в середині XIV століття.

## Правління
Був сином і спадкоємцем Неая Трасака Паема Чая.
За його володарювання Кхмерська імперія остаточно втратила свій вплив та перейшла під владу Сіаму.